# Fábio Fogaça
Fábio Henrique Fogaça ou Fábio Fogaça (Sorocaba, 17 de outubro de 1991). É um piloto de automobilismo atualmente da categoria Copa Truck , pela qual compete desde 2017 . É filho do também piloto sorocabano Djalma Fogaça.

## Carreira
Fábio começou a carreira no Kart com marcha (RD 135)  com 13 anos, em 2005, ano em que foi vice campeão da Copa noturna. No ano seguinte, teve grande destaque sendo campeão da Copa de Itu e do Volante de Ouro. Finalizou seu período no kart em 2007, sendo campeão da Copa Verão, Paulista light de f250 e Campeonato premiado.
Em 2008 fez sua estreia nos carros, na categoria Stock Car Junior, onde na primeira etapa largou na primeira fila e na segunda etapa fez a pole.
Em 2009 foi campeão brasileiro da Stock Car Junior e fez sua estreia na categoria Pick-Up Racing chegando em 4° Lugar
Em 2010 fez sua primeira temporada Internacional na Top Race V6.
Em 2011 voltou ao Brasil para disputar o Brasileiro de Marcas , sendo o melhor Ford na colocação final do campeonato (8°)
Em 2012 seguiu no Brasileiro de Marcas, trocou de marca e foi o unico piloto a vencer de Mitsubishi na história da categoria.
Em 2013 fez sua estreia na Stock Car Brasil,disputou o troféu de estreante do ano, perdendo para Sergio Jimenez. Seguiu na categoria em 2014 e 2015.
Em 2016 ingressou na Fórmula Truck como chefe de equipe.
Em 2017 fez sua estreia na Copa Truck como piloto e dono de equipe, onde permanece até hoje.